# Tomba dei letti funebri
La tomba dei letti funebri (anche Tomba dei letti e dei sarcofagi) è una tomba ipogea etrusca risalente alla fine del VI secolo a.C., scoperta nella necropoli della Banditaccia a Cerveteri.

## Descrizione
La tomba si trova all'interno del Tumulo II, tra i più grandi della necropoli, dove sono state scavate anche la Tomba della capanna, la Tomba dei dolii e degli alari e la Tomba dei vasi greci.
Prende il nome da due monumentali letti funebri a sarcofago femminili, come si ricava dall'alazata triangolare, che si trovano nella camera principale, cui segue un'altra camera in asse, dove trovano spazio delle semplice banchine funebri. Nelle due stanze laterali più piccole, si trovano altri due letti funebri, uno maschile e l'altro femminile.